# Quadricalcarifera jupiter
Quadricalcarifera jupiter är en fjärilsart som beskrevs av Alexander Schintlmeister 1997. Quadricalcarifera jupiter ingår i släktet Quadricalcarifera och familjen tandspinnare. Inga underarter finns listade.